# 錦帶花
錦帶花（學名：Weigela hortensis）為忍冬科之一種美丽的观赏植物。

## 形态
落叶直立灌木。叶子对生，椭圆形或卵状长椭圆形，表面仅中脉上有毛，背面脉上有柔毛或绒毛；花期於5～6月之際開出外面蔷薇紅色里面较淡的花，喇叭狀花冠，1-4朵成聚伞花序。

## 分布
插秧時期開花，故而以「田植花」知名。梅雨時期通過山道時，錦帶花朵在欣欣向榮的新綠花草之中呈粉紅色明顯易見。
北海道西部、本州日本海側中心生長之落葉低木，沿著山地谷斜面經常可以見到。多用在庭園等之植栽作為鑑賞目的之用。

## 關連項目
- 金銀花

## 外部連結
- Weigela hortensis （页面存档备份，存于）